# Pavel Hrovatin
Pavel (Paolo) Hrovatin, kipar, * 28. avgust 1954, Zgonik.

## Življenje in delo
Pavel Hrovatin se je rodil v Zgoniku na Krasu, oče je bil Albin, kamnosek, mati Lidia (rojena Skabar). Obvezno šolanje je opravil v slovenskih šolah v rojstni vasi in v Nabrežini, maturiral je leta 1973 na Slovenski višji srednji šoli v Trstu. Zaposlil se je kot časnikar pri Primorskem dnevniku v Trstu, a je v devetdesetih letih prejšnjega stoletja izbral samostojno poklicno pot in se posvetil umetnosti kot kipar samouk.
Hrovatin ima svojo delavnico v Briščikih, v občini Zgonik nad Trstom, kjer obdeluje kraški kamen (repen, nabrežinec, apnenčev kapnik alabaster). V figurativno originalnem stilu ga oblikuje v nizke reliefe različnih velikosti, ustvarja pa tudi abstraktne primerke. V svoji delavnici ustvarja tudi originalne vodomete, mize, obeske in uhane, vaze, ure, male in večje krožnike, v katerih se barve različnih kamnov prelivajo iz ene v drugo, kot kraška pokrajina v jesenskem času.
Pavel Hrovatin je že mnogo razstavljal, bodisi na skupinskih kot samostojnih razstavah po celem svetu (Avstriji, Nemčiji, Franciji, na Japonskem), a še posebno v Italiji in Sloveniji, večkrat se udeležuje tudi kakšnih umetniških kolonij. Prejel je mnogo prestižnih nagrad in priznanj.
V prostem času Pavel Hrovatin zelo rad igra šah.